# Парилов, Николай Михайлович
Николай Михайлович Пари́лов (12 [24] марта 1891, Палех, Владимирская губерния, Российская империя — 16 марта 1962, Палех, Ивановская область, СССР) — российский и советский художник. Лауреат Сталинской премии II степени (1947). Заслуженный деятель искусств РСФСР (1956). Депутат Верховного Совета РСФСР V-го созыва (1959—1963).

## Биография
Родился 28 февраля (12 марта) 1891 года в селе Палех Владимирской губернии. Потомственный иконописец, один из ярких представителей палехской династии художников-иконописцев Париловых. В 1902—1906 годах учился в палехских учебных мастерских «Комитета попечительства о русской живописи», по окончании которых, с 1906 по 1916 гг. работал в иконописной мастерской своего отца — Михаила Петровича Парилова.
В революционную пору — красноармеец, участник гражданской войны, по окончании которой служил ямщиком на почте, занимался сельским хозяйством. Осенью 1930 года вступил в палехскую Артель древней живописи, работал в народной артели под руководством Ивана Ивановича Голикова, мастера и зачинателя искусства палехской лаковой миниатюры — инициатора и учредителя Артели древней живописи Палеха. В течение десяти лет — с 1943 по 1953 год — являлся педагогом, преподавал в Палехском художественном училище.
Известен как талантливый живописец, проявивший себя в монументальной живописи. Расписывал стены Спасо-Озёрного монастыря, Павильон центральных областей РСФСР ВСХВ (1939), Дворец пионеров в Ярославле (1956). Реставрировал фрески во многих православных соборах и храмах.
Избран депутатом Верховного Совета РСФСР V-го созыва (1959—1963).
Умер 16 марта 1962 года. Похоронен на сельском кладбище Палеха.

## Оформил спектакли
- «Сказка о царе Салтане» А. С. Пушкина (1937, ЛТК)
- «Русалка» А. С. Даргомыжского (1937, Палехский Дом культуры)
- «Золотой петушок» Н. А. Римского-Корсакова (1946—1947, САТОБ имении Н. Г. Чернышевского)
- «Сказка о мёртвой царевне» А. К. Лядова (1949, ЛМАТОБ)
- «Кащей Бессмертный» Н. А. Римского-Корсакова (1950, ЛМАТОБ)
- «Сказка о царе Салтане» Н. А. Римского-Корсакова (1958, Куйбышевский АТОБ)
- «Красные дьяволята» П. А. Бляхина (МДТ имени Н. В. Гоголя)[3].

## Награды и премии
- 1947 — Сталинская премия II степени — за оформление спектакля «Золотой петушок» на сцене Саратовского АТОБ имени Н. Г. Чернышевского
- 1956 — заслуженный деятель искусств РСФСР[4].